# Sybra picta
Sybra picta là một loài bọ cánh cứng trong họ Cerambycidae.